# 夕日と拳銃 日本篇 大陸篇
「夕日と拳銃 日本篇 大陸篇」（ゆうひとけんじゅう にほんへん たいりくへん）は、1956年9月18日に東映系で公開された日本映画。カラー。スタンダード。123分。
原作は檀一雄の小説で、後にTBS系列でドラマとして放送される『夕日と拳銃』。

## スタッフ
- 企画：マキノ光雄、坪井与、堀勇雄、斎藤安代
- 監督：佐伯清
- 助監督：村山新治
- 脚色：沢村勉
- 原作：檀一雄（『夕日と拳銃』）
- 撮影：藤井静
- 音楽：古関裕而
  - 作詞：佐藤春夫
  - 作曲：古関裕而
  - 唄：「馬賊の唄」伊藤久男、「さすらいの唄」関真紀子
- 美術：森幹男
- 録音：加瀬寿士
- 照明：元持秀雄
- 編集：祖田富美夫

## キャスト
- 伊達麟之介：東千代之介（少年時代：山手弘）
- 伊達時宗：加藤嘉
- 伊達敦子：村瀬幸子
- 伊達珠代：日野明子
- 逸見六郎：宇佐美淳也
- 山岡綾子：三條美紀
- 山岡厳山：小沢栄太郎
- 山岡愼太郎：高倉健
- 松源：坂本武
- 千代：春日とも子（少女時代：藤田淑子）
- 日笠こう：浦里はるみ
- 日笠団蔵：花澤徳衛
- 浅井天涯：須藤健
- 樺島風外：佐々木孝丸
- 呉宗昌：進藤英太郎
- 九曜山：南原伸二
- アロン：岡田敏子
- 崔秘書：今井健二
- ノノンチャップ：朝比奈浩
- 醍醐公爵：滝沢暲和
- 大野：高宮淳
- チチク：古殿紀子（幼女時代）、深見恵子（少女時代）
- 陳小海：高木二朗
- 中山少佐：神田隆
- 副官：南川直
- 兵隊：滝島孝二
- 金日成：波島進
- 王鳳閣：千田是也
- 妻：香叡子
- 受付の男：沢彰謙、山本麟一
- 愚連隊の男：大東良
- 金日成軍の兵士：岩上瑛
- 拘置所看守：牧野狂介
- 伊達宗之介：片山滉
- 伊達啓之介：佐原広二

## 同時上映
『緑眼童子 神変からくり屋敷』
- 原作：角田喜久雄 / 脚本：堀欣三、松本憲昌 / 監督：内出好吉 / 主演：伏見扇太郎